# RST
RST («рапорт») — обозначение оценки качества принимаемого телеграфного радиосигнала, используемой операторами радиолюбительских радиостанций, радиолюбителями-наблюдателями, любителями DX-инга, радиослушателями. Сама оценка представляет собой код из трёх цифр, каждая из которых характеризует соответствующий параметр сигнала:
- R (readability) — разборчивость (читаемость)
- S (strength) — громкость (слышимость, сила)
- T (tone) — тон

Код был разработан в начале XX века и широко используется в радиосвязи с 1912 года. По мере внедрения других видов модуляции форма рапорта была приспособлена и к ним.
Введены оценки качества для следующих классов радиосигналов:
- RST — амплитудной манипуляции (CW, A1A) и частотной манипуляции (RTTY, F1B)
- RS — амплитудной однополосной модуляции с подавленной несущей (SSB, J3E)
- RSM — амплитудной модуляции с полной несущей (AM, A3E)
- RSV — радиолюбительского телевидения (SSTV)

Параметры, оцениваемые третьей цифрой, и диапазон значений:
- T (tone) — тон, от 1 до 9
- M (modulation) — качество модуляции, от 1 до 5
- V (video) — видео (качество изображения), от 1 до 5

Первая и третья цифры кода определяются оператором на принимающей стороне субъективно по указанным далее критериям. Вторая цифра может также определяться субъективно либо определяться по измерительному прибору (S-метру), встроенному в приёмник.

## Разборчивость
R — разборчивость (от англ. readability). Качественная оценка того, как легко или трудно передаётся информация. При передаче телеграфом (азбукой Морзе) разборчивость означает трудность различения каждого символа в тексте сообщения. При передаче телефоном (голосом) — трудность правильного понимания каждого слова.
Разборчивость оценивается по 5-балльной шкале:
1. Неразборчиво
2. Едва разборчиво, различимы некоторые слова
3. Разборчиво со значительными трудностями
4. Разборчиво почти без затруднения
5. Отличная разборчивость

## Сила

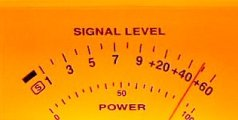
Шкала S-метра

S — сила (от англ. strength). Оценка мощности полученного сигнала. Определяется субъективно или при помощи S-метра (S-meter).
Сила оценивается по 9-балльной шкале:
- 1 - сигналы едва слышны, прием невозможен;
- 2 - очень слабые сигналы, прием почти невозможен;
- 3 - слабые сигналы, принимаются с трудом;
- 4 - умеренный уровень сигнала, прием с небольшим напряжением;
- 5 - удовлетворительные сигналы, прием вполне хороший без напряжения;
- 6 - хорошие сигналы, прием без напряжения;
- 7 - сигналы средней громкости;
- 8 - громкие сигналы;
- 9 Очень громкие сигналы;

Чрезвычайно сильный сигнал может оцениваться, как 9+, 9++. При наличии S-метра оценка может быть более точной, например, 9+20 дБ.
Чтобы устранить субъективность в оценках силы сигнала, в 1978 году Международный союз радиолюбителей (IARU) установил стандарты для единой калибровки S-метров любительской спортивной аппаратуры, согласно которым, каждому баллу на шкале должна соответствовать определённая мощность сигнала на антенном входе радиоприемника, а измерительная система S-метра должна быть основана на квазипиковом выпрямлении напряжения с временем установления 10 мс и временем спада 500 мс. Изменению силы сигнала на 1 балл по S-метру, соответствует изменение мощности в 4 раза (6дБ) или изменение напряжения на антенном входе в 2 раза. Поскольку уровни входного сигнала на низкочастотных диапазонах волн значительно выше, градуировка шкал для коротких и ультракоротких диапазонов волн различается на 20 децибел.
| Шкала S-метра | Диапазон КВ (до 30 МГц) | Диапазон КВ (до 30 МГц)                 | Диапазон УКВ (выше 30 МГц) | Диапазон УКВ (выше 30 МГц)              |
| Шкала S-метра | Мощность (дБм)          | Напряжение (мкВ) на нагрузке 50 (75) Ом | Мощность (дБм)             | Напряжение (мкВ) на нагрузке 50 (75) Ом |
| ------------- | ----------------------- | --------------------------------------- | -------------------------- | --------------------------------------- |
| 9 +40дБ       | -33                     | 5000 (6100)                             | -53                        | 500 (610)                               |
| 9 +30дБ       | -43                     | 1600 (1900)                             | -63                        | 160 (190)                               |
| 9 +20дБ       | -53                     | 500 (610)                               | -73                        | 50 (61)                                 |
| 9 +10дБ       | -63                     | 160 (190)                               | -83                        | 16 (19)                                 |
| 9             | -73                     | 50 (61)                                 | -93                        | 5 (6,1)                                 |
| 8             | -79                     | 25 (31)                                 | -99                        | 2.5 (3,1)                               |
| 7             | -85                     | 13 (15)                                 | -105                       | 1.3 (1,5)                               |
| 6             | -91                     | 6.3 (7,7)                               | -111                       | 0.63 (0,77)                             |
| 5             | -97                     | 3.2 (3,9)                               | -117                       | 0.32 (0,39)                             |
| 4             | -103                    | 1.6 (1,9)                               | -123                       | 0.16 (0,19)                             |
| 3             | -109                    | 0.8 (0,97)                              | -129                       | 0.08 (0,097)                            |
| 2             | -115                    | 0.4 (0,49)                              | -135                       | 0.04 (0,049)                            |
| 1             | -121                    | 0.2 (0,24)                              | -141                       | 0.02 (0,024)                            |

## Тон
Т — тон (от англ. tone). Оценка тона используется только при передаче азбуки Морзе или цифрового сигнала.
Тон оценивается по 9-балльной шкале (расшифровка оценок с течением времени меняется по мере совершенствования приёмо-передающего оборудования):
| Оценка | 1952                                                                              | 1978                                                            |
| ------ | --------------------------------------------------------------------------------- | --------------------------------------------------------------- |
| 1      | Очень плохой, грубый тон переменного тока                                         | Очень грубый, шипящий сигнал, тоном назвать трудно              |
| 2      | Более устойчивый, но всё же грубый тон в 50 периодов                              | Очень хриплый фон переменного тока без следов музыкальности     |
| 3      | Хриплый тон выпрямленного, но не сглаженного тока                                 | Хриплый фон переменного тока с признаками музыкального тона     |
| 4      | Более музыкальный тон от небольшого сглаживания                                   | Тон средней музыкальности промодулирован довольно хриплым фоном |
| 5      | Журчащий тон при лучшем сглаживании                                               | Тон довольно музыкален, но значительно промодулирован           |
| 6      | Устойчивый музыкальный тон с небольшими пульсациями                               | Музыкальный тон заметно промодулирован фоном переменного тока   |
| 7      | Хороший тон выпрямленного тока с едва заметными пульсациями                       | Пульсации переменного тока сглажены, но не полностью            |
| 8      | Чистый музыкальный тон от питания постоянным током                                | Чистый тон с незначительными следами пульсаций                  |
| 9      | Прекрасный музыкальный тон постоянного тока передатчика с кварцевой стабилизацией | Отличный, идеальный тон                                         |

По неписаным нормам радиолюбительской вежливости оценка тона ниже 9 баллов применяется чрезвычайно редко, даже если качество сигнала далеко от идеального.

## Модуляция
M — модуляция (от англ. Modulation). Оценка качества модуляции используется только при приёме голоса в режиме AM и не применяется для оценки SSB сигнала. Кроме того, не принята зарубежными коротковолновиками.
Модуляция оценивается по 5-балльной шкале:
1. Очень плохая модуляция, ничего нельзя разобрать
2. Плохая модуляция, разбираются отдельные слова
3. Разбираются все слова, но искажения весьма заметны
4. Хорошая модуляция, искажения малы
5. Прекрасная передача без искажений

## Вариации
Пример RS-рапорта для телефонной радиопередачи — «59» (произносится «пять девять», «пятерка-девятка», по-английски часто говорят «fifty nine» или «five by nine») — означает отличную разборчивость и очень сильный сигнал. В случае сильных помех или слабой слышимости рапорт может передаваться раздельно, например, оценка 54 может звучать: «Readability five, strength four».
Исторически к коду добавляются суффиксы для индикации других характеристик сигнала:
- X (x-tal, crystal) — совершенно стабильная, «кварцевая» частота;
- C (chirp) — чирикающая, булькающая манипуляция (то есть частота сигнала колеблется в пределах одной телеграфной посылки);
- D (drift) — плавающий, нестабильный тон (QRH);
- K (clicks, klicks, klix) — щелчки при манипуляции.

В соревнованиях по любительской радиосвязи и в других случаях, когда нужно экономить время на передачу RST телеграфом, вместо цифры «9» передают букву «N» («N» в азбуке Морзе короче, чем «9»), например, «5NN» вместо «599». Кроме того, в таких случаях, когда сам факт проведения связи важнее, чем объективная оценка сигнала, часто передают 59 или 599 независимо от реальной слышимости.
DX-станция может дать рапорт 00 (000), чтобы обозначить адресата как радиохулигана.